# Magnetresonanzperfusionsbildgebung
Die Magnetresonanzperfusionsbildgebung (MR-Perfusionsbildgebung, Perfusions-MRT) ist ein bildgebendes Verfahren zur diagnostischen Darstellung und Quantifizierung der Durchblutung (Perfusion) von biologischen Organen und Geweben mit den Methoden der Magnetresonanztomographie (MRT). Zu diesem Zweck können unterschiedliche Techniken eingesetzt werden, die zum Teil vollständig nichtinvasiv sind (also ohne operative Eingriffe und Injektionen auskommen) oder auf der Gabe von MRT-Kontrastmittel basieren. Die Perfusions-MRT ist ein mit nuklearmedizinischen Methoden (Perfusions-PET, Perfusions-SPECT oder Perfusions-Szintigraphie) und der CT-Perfusionsbildgebung konkurrierendes Verfahren.

## Indikationen
Typische Indikationen für eine Perfusions-MRT sind beispielsweise der Verdacht auf Durchblutungsstörungen und Ischämien (durch Gefäßverschlüsse (Embolien) oder Arterienstenosen) im Gehirn (Schlaganfall), Herz (Herzinfarkt, Koronare Herzkrankheit) oder in der Lunge (Lungenembolie), sowie die Darstellung der Durchblutung in Tumoren.

## Techniken
Es gibt unterschiedliche Techniken, um mit der Magnetresonanztomographie die Durchblutung darzustellen und zu quantifizieren. Die beiden wichtigsten Ansätze sind:

### Dynamische Kontrastmittel-Perfusionsbildgebung
Die dynamische kontrastmittelbasierte Perfusions-MRT beruht auf der Messung der Kontrastmittelpassage durch das interessierende Gewebe. Das MRT-Kontrastmittel wird hierfür intravenös als Bolus injiziert. Aufgenommen wird entweder der durch das Kontrastmittel verursachte Signalanstieg in T1-gewichteten Aufnahmen (englisch dynamic contrast-enhanced MRI, DCE-MRI) oder – besonders für Perfusionsmessungen im Gehirn – der Signalabfall in T2*-gewichteten Aufnahmen (englisch dynamic susceptibility contrast MRI, DSC-MRI). Wünschenswert sind hierfür MRT-Pulssequenzen, die eine hohe zeitliche Auflösung von bis zu 1 Sekunde je Datensatz und die Aufnahme mehrerer Schichten oder eines dreidimensionalen Volumens ermöglichen.
Wesentliche Schritte der Datennachverarbeitung umfassen die Berechnung der Kontrastmittelkonzentration im Blut aus dem gemessenen Signal der MRT-Aufnahmen, sowie die Berechnung der hämodynamischen Parameter (basierend auf der Indikatorverdünnungstheorie) aus der Kontrastmittelkonzentration im Gewebe und in einer zuführenden Arterie (arterielle Input-Funktion, AIF). Quantifizierbare Parameter sind das (regionale) Blutvolumen, der (regionale) Blutfluss, die mittlere Durchgangszeit (engl. mean transit time, MTT) des Bluts durch das Gewebe; aufwendigere Modelle ermöglichen die Berechnung weiterer Parameter wie beispielsweise des Kontrastmittelaustritts aus dem Gefäßsystem.

### Arterielle Spinmarkierung (Arterial spin labeling, ASL)
Die MRT-Perfusionsbildgebung mittels arterieller Spinmarkierung (englisch arterial spin labeling, ASL) basiert auf der Präparation der Kernspinmagnetisierung des zuströmenden Bluts in das interessierende Gewebe mittels Hochfrequenz-Pulsen. Das Blut dient hier als körpereigener Marker für die Perfusionsmessung; diese Technik erfordert also keine Kontrastmittelgabe. Im Vergleich mit der kontrastverstärkten Perfusions-MRT sind im Allgemeinen längere Untersuchungszeiten erforderlich, und das erzielte Signal-Rausch-Verhältnis ist häufig schlechter.

## Darstellung der Perfusions-MRT-Daten
Die Ergebnisse der MR-Perfusionsbildgebung können als Parameterkarten dargestellt werden, die (häufig farbkodiert) die hämodynamischen Parameter in jeder aufgenommenen Schicht visualisieren, etwa den Blutfluss oder das Blutvolumen und die mittlere Transitzeit.